# Glbtq.com
glbtq.com (anche noto come Glbtq Encyclopaedia) è stata un'enciclopedia sulla rete in lingua inglese che presentava articoli e biografie riguardanti la comunità LGBTQ. Secondo il portale Alexa Internet Inc., era il sito d'informazione più consultato sulla cultura LGBT. Ironicamente chiamata la "Encyclopedia Brittaniqueer" dalla rivista Advocate (gioco di parole costituito da Encyclopedia Britannica e il termine queer), è stata anche definita come una delle «migliori pagine gratuite di riferimento» dall'American Library Association nel 2005.
Il sito glbtq.com fu aperto nel 2003 e da allora regolarmente aggiornato.  L'enciclopedia conteneva circa 2,2 milioni di parole strutturate in più di 900 voci, suddivise in tre aree tematiche: "arte", "letteratura e storia" e "scienze sociali". Comprendeva un forum di discussione e una sezione speciale con interviste, mostre fotografiche e argomenti correlati, e pubblicava anche un bollettino, ogni metà del mese, sulla gestione e creazione delle informazioni enciclopediche ivi contenute.

Tutte le voci dell'enciclopedia erano firmate e referenziate con note, libri e dati. Vi erano anche riportate pubblicamente le generalità dei circa 350 collaboratori del sito, tra i quali: Tee Corinne (fotografa e artista), Shaun Cole (curatore del Victoria and Albert Museum di Londra), William Hood (docente di storia dell'arte all'Oberlin College), Karla Jay (insegnante emerita e direttrice del corso di studi sulle donne alla Pace University), l'antropologo S.O. Murray e lo scrittore Jim Provenzano.
Il sito è stato chiuso il 1º agosto 2015, a causa del crollo delle entrate pubblicitarie che servivano a mantenere la pagina, ma alcuni dei suoi contenuti sono stati depositati (e quindi continuano a essere disponibili) su glbtqarchive.com.

## Pubblicazioni
Dalla collaborazione tra la casa editrice Cleis Press e Glbtq.com, sono stati realizzati tre volumi:
- (EN) Claude J. Summers (a cura di), The Queer Encyclopedia of the Visual Arts, Jersey City (New Jersey), Cleis Press, 2004, ISBN 1-57344-191-0, LCCN 2004004263.
- (EN) Claude J. Summers (a cura di), The Queer Encyclopedia of Music, Dance, and Musical Theater, Jersey City (New Jersey), Cleis Press, 2004, ISBN 1-57344-198-8, LCCN 2004021689.
- (EN) Claude J. Summers (a cura di), The Queer Encyclopedia of Film and Television, Jersey City (New Jersey), Cleis Press, 2005, ISBN 1-57344-209-7, LCCN 2005015928.